# Хибе (гміна)
Гміна Хибе (пол. Gmina Chybie) — сільська гміна у південній Польщі. Належить до Цешинського повіту Сілезького воєводства.
Станом на 31 грудня 2011 у гміні проживало 9430 осіб.

## Територія
Згідно з даними за 2007 рік площа гміни становила 31.80 км², у тому числі:
- орні землі: 53,00%
- ліси: 27,00%

Таким чином, площа гміни становить 4,35% площі повіту.

## Населення
Станом на 31 грудня 2011:
| Опис     | Загалом | Загалом | Чоловіки | Чоловіки | Жінки | Жінки |
| -------- | ------- | ------- | -------- | -------- | ----- | ----- |
| одиниця  | осіб    | %       | осіб     | %        | осіб  | %     |
| все      | 9430    | 100     | 4649     | 49.30    | 4781  | 50.70 |
| міське   | 0       | 100     | 0        |          | 0     |       |
| сільське | 9430    | 100     | 4649     | 49.30    | 4781  | 50.70 |

## Сусідні гміни
Гміна Хибе межує з такими гмінами: Ґочалковіце-Здруй, Скочув, Струмень, Чеховіце-Дзедзіце, Ясениця.